# Муртаза Ансари
Шейх Муртаза ибн Мухаммад Амин Ансари (1799—1864) — шиитский богослов и правовед XIX века, видный представитель усулитской школы, родоначальник концепции таклида в его современном понимании.

## Жизненный путь
Шейх Муртаза Ансари был потомком сподвижника пророка Мухаммада Джабира ибн Абдуллаха Ансари. Он родился 18 зуль-хиджа, в день шиитского праздника Гадир, в Дизфуле (Иран).
Первые 20 лет своей жизни Муртаза Ансари обучался в Иране у муллы Ахмада Нараки, а затем отправился в Ирак. Первая его поездка в эту страну была короткой, но затем он предпринял и второе путешествие с целью зиярата к гробницам шиитских имамов, похороненных на территории Ирака, и так и остался там. Он учился у Шариф аль-Улама Мазандарани в Кербеле и у шейхов Мусы и Али Кашиф аль-Гита в ан-Наджафе.
Кроме того, в ан-Наджафе шейх Муртаза Ансари стал давать собственные уроки, которые сделали его знаменитым во всём мире. В хаузе он прославился уникальной памятью и новаторскими методами, к числу которых относится, в частности, метод «мас’ала-сази», предполагавший конструирование гипотетических правовых проблем и обсуждение возможных путей их решения.
Перед своей смертью в 1849 г. шейх Мухаммада Хасана Наджафи (автора труда «Джавахир аль-Калам») назначил шейха Ансари своим преемником. Благодаря этому шейх Муртаза Ансари стал единственным верховным религиозно-правовым авторитетом (марджа ат-таклид) для мусульман-шиитов своей эпохи и сыграл важную роль в наведении мостов между иракскими (арабскими) и иранскими (персидскими) шиитскими религиозными учёными.
По отзывам современников, шейх Муртаза Ансари был очень набожен, честен и справедлив. Он жил просто, довольствуясь малым, при этом делая щедрые пожертвования для бедняков и студентов хаузы.
Шейх Муртаза Ансари умер в ан-Наджафе в 1846 г., практически полностью израсходовав своё имущество на нужды обездоленных.
Он не назначил после себя преемника, и после его смерти религиозно-правовое лидерство в шиитском мире разделили между собой Мирза Хасан Ширази (ум. 1313/1895), Мирза Хабибуллах Рашти (ум. 1312/1894) и сеййид Хусейн Кухкамараи (ум. 1299/1882).

## Вклад в науку о методологии фикха (усул аль-фикх)
Шейх Муртаза Ансари сыграл важную роль в победе усулитской школы над ахбаритской, став продолжателем дела Мухаммада Бакира Вахида аль-Бахбахани.
Шейх знаменит своими новаторскими идеями в области такой шариатской дисциплины, как рациональные основания исламской юриспруденции (усул аль-фикх). Его наработками шиитские муджтахиды и марджа ат-таклид пользуются и вплоть до сегодняшнего дня.
Одна из основных проблем, над которой работал шейх Муртаза Ансари, была связана с вынесением правовых вердиктов (фетв) в сомнительных (шакк) случаях. Для подобных случаев Муртаза Ансари выработал набор практических принципов — усул аль-амалиййя:
1. Аль-бараа — максимальная свобода действий;
2. Ат-тахйир — свобода в выборе между мнениями разных факихов или даже возможность обратиться к иным школам фикха;
3. Аль-истисхаб — принятие текущего положения дел или правового решения, пока не доказана его неправильность;
4. Аль-ихтият — предосторожность в случае сомнения.

Разные шиитские правоведы при вынесении фетв оказывают предпочтение разным стратегиям из приведённого выше списка, однако в спорных случаях сам шейх Муртаза Ансари выбирал для себя аль-ихтият — предосторожность.
Кроме того, именно шейх Муртаза Ансари ввёл в обиход актуальную сегодня практику таклида — следования муджтахиду, в соответствии с которой каждый верующий шиит обязан избрать для себя авторитетного и наиболее компетентного факиха, фетвам которого он будет следовать. Впоследствии эту его идею развил шейх Табатабаи-Язди, объявивший, что любой шиит, достигший возраста исполнения шариатских обязанностей (мукаллаф), обязан выбрать среди муджтахидов образец для подражания (марджа ат-таклид), и что без таклида его посты и молитвы не будут действительными.
К слову, в настоящее время шиитские учёные считают действительными те добрые дела и ритуальные практики, которые соответствуют фетве муджтахида, вне зависимости от наличия таклида, хотя последний считают необходимым и обязательным.

## Важнейшие работы
Две книги за авторством шейха Муртазы Ансари входят в обязательную программу любой шиитской хаузы:
1. «Ар-Расаил» (труд по усул аль-фикх);
2. «Аль-Макасиб» (сочинение по фикху).